# Мустафа Рухи ефенди
Шейх хаджи Мустафа Рухи ефенди (на албански: Mustafa Ruhi Efendi) е виден албански общественик и политик от XIX век, лидер на ордена накшбандия.

## Биография
Роден е в 1800 година на Имброс. Като млад се мести в Тетово, Косовския вилает. Мустафа Рухи ефенди е сред участниците в Призренската лига, която полага основите на албанския национализъм, и е избран за председател на Централния комитет на лигата. Погребан е в двора на мавзолея на Яхия ефенди в парка на двореца Йълдъз в Истанбул.
Баща е на Сабри Калканделен и дядо на Хайрула Фишек.